# Azraël (Smurfen)
Azraël is een kat die voorkomt in veel van de verhalen en tekenfilms rond de Smurfen. Hij is de huiskat van de tovenaar Gargamel. Azraël is een roodharige gewone huiskat met een normaal postuur.

## Verhaallijnen
Azraël woont samen met Gargamel in een bouwvallig kasteel, niet ver van het Smurfendorp. Ze vinden echter zelden een mogelijkheid om het Smurfendorp te bereiken, hoe dichtbij ze er vaak ook zijn. Azraël zou het liefst zoveel mogelijk Smurfen opeten, maar dit lukt hem nooit. Dat ligt niet alleen aan zijn uitgesproken onhandigheid, maar komt ook omdat, zodra de kat toch een Smurf te pakken heeft, zijn baas Gargamel steevast verhindert dat hij hem verorbert: de tovenaar heeft andere plannen met de Smurfen. 
Uiteindelijk is Azraël meestal degene die de klappen moet opvangen als de plannen van Gargamel weer mislukken. In de tekenfilm mompelt hij dan iets onverstaanbaars.

## Naam
Azraël is naar alle waarschijnlijkheid genoemd naar de doodsengel Azraël. In de Arabische wereld is de kat daarentegen bekend als Zanjabil.

## Stem
De originele stem van Azraël werd onder andere ingesproken door Don Messick (televisieserie De Smurfen), Frank Welker (De Smurfen uit 2011, The Smurfs: A Christmas Carol uit 2011, De Smurfen 2 uit 2013 en de animatiefilm Smurfs: The Lost Village uit 2017) en Rachel Butera (Smurfs). 
De mompelende kreten van Azraël zijn in de Nederlandse versie van de tekenfilmreeks De Smurfen ingesproken door Frans van Dusschoten, daarna Fred Butter. Ewout Eggink sprak Azraël in voor de Nederlandse versie van de films De Smurfen uit 2011, De Smurfen 2 uit 2013, The Smurfs: The Legend of Smurfy Hollow uit 2013 en De Smurfen en het Verloren Dorp uit 2017. Govert Deploige was Vlaams stemacteur.